# Evarist Arnús i de Ferrer
Evarist Arnús i de Ferrer   (Barcelona, 21 de març de 1820 - Barcelona, 2 de desembre de 1890) va ser un banquer, financer i home de negocis català, un dels personatges més destacats de l'alta burgesia barcelonina del segle xix.

## Biografia

### Primers anys
Evarist Arnús va néixer a Barcelona el 21 de març de 1820, i l'endemà va ser batejat a la catedral. Era fill d'Andreu Arnús i de Pujol i de Maria Vicenta de Ferrer i de Garcini, ambdós naturals de Barcelona. Per via paterna era net del notari Miquel Arnús i Pla i de Maria Teresa de Pujol, i de l'advocat Bonaventura de Ferrer i Singla i de Maria Francesca Garcini, per la materna. Els Arnús eren una família originària de França, anomenada Arnoux, que en algun moment van instal·lar-se a Catalunya.
El 1846 va casar-se en primeres núpcies amb Rita Comas i Cañas, però el matrimoni amb prou feines va durar un any, perquè el 1847 Rita va morir per causes derivades d'un part. Tres anys més tard, el 1850, contragué matrimoni per segona vegada amb Balbina Oliveras i Comerma, filla de Francesc Oliveras i Puigdueta (†1855) i de Ramona Comerma (†1876), amb qui va tenir dos fills, Emili i Andreu, aquest darrer mort amb només vuit anys a causa de la diftèria, un fet que li va marcar per sempre més.

### Activitat financera
Entre el 1840 i el 1843 fou funcionari municipal de Barcelona de l'àmbit d'Hisenda, i el 1846 es va establir com a corredor reial de canvis. El 1859 va instal·lar-se a la seva nova residència del carrer d'Avinyó, i el 1871 es va traslladar a les noves oficines del passatge del Rellotge.

### Trajectòria política

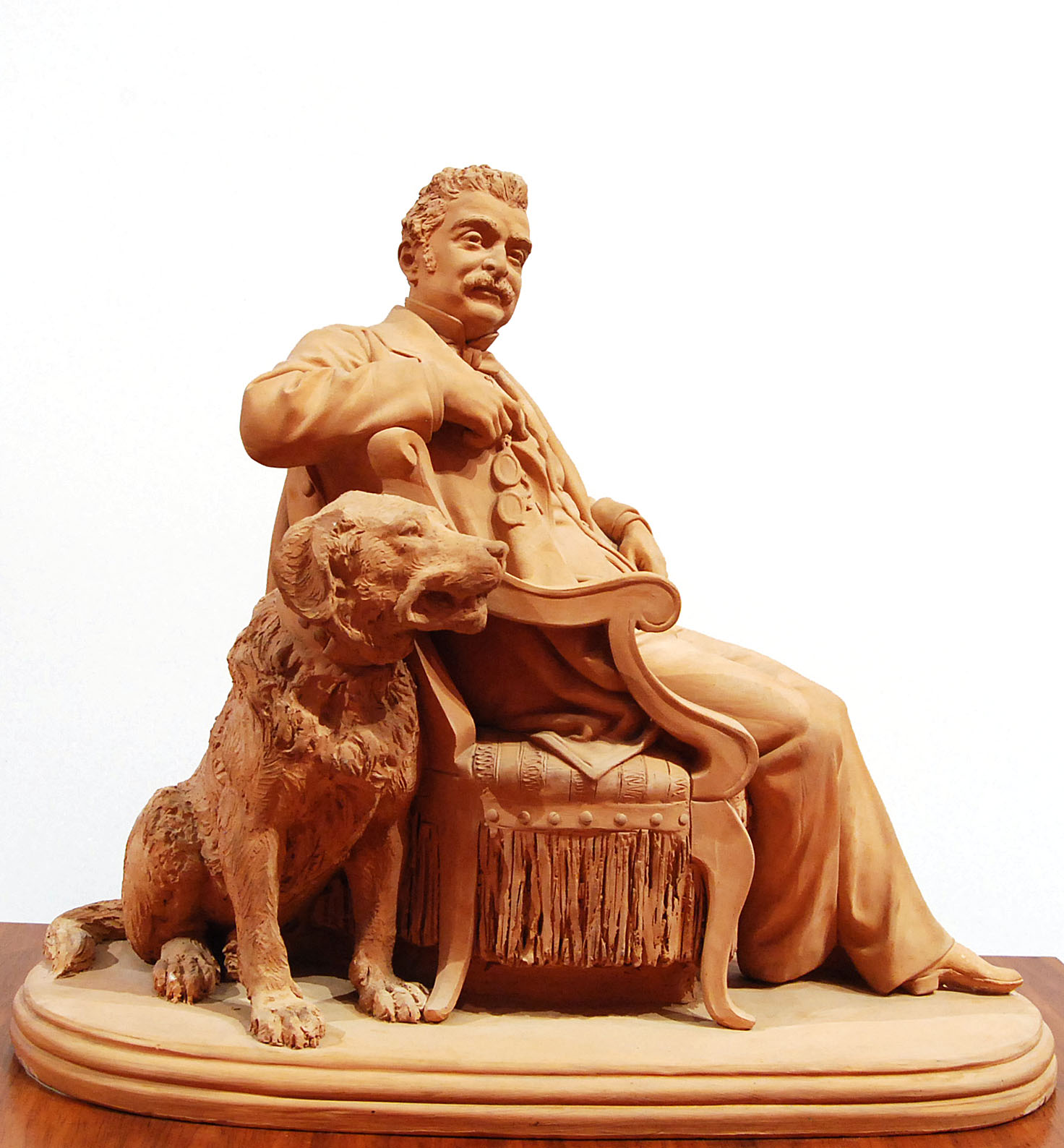
Evarist Arnus per Vallmitjana, conservat a la Biblioteca Museu Víctor Balaguer

Abans de la revolució de 1868, va mostrar-se proper a la Unió Liberal d'O'Donnell. Arran de la proclamació de la Primera República el 1873, va integrar-se en el treball de l'alta burgesia catalana a favor de la restauració monàrquica en la persona d'Alfons XII. La seva participació política va tornar-se més destacada a la Restauració. Va ser un dels impulsors de la Lliga d'Ordre Social, fundada per Manuel Duran i Bas, i entre 1873-1874 va ser un dels 170 homes del llistat confeccionat per Antonio Cánovas del Castillo i Duran i Bas per posar en funcionament el nou sistema monàrquic a la ciutat de Barcelona. Restaurada la monarquia es va integrar primer al Partit Liberal Conservador, del qual el 1879 consta com a director del Comitè Conservador-Liberal de Barcelona, que es va encarregar de la candidatura electoral conservadora. Posteriorment, probablement el 1881, va integrar-se al Partit Liberal Fusionista, dirigit per Práxedes Mateo Sagasta, amb qui Arnús mantenia una bona amistat, a més de compartir els ideals lliurecanvistes, una posició econòmica estranya en el context català del moment.
Va ser diputat per Badalona diverses vegades entre febrer de 1874 i desembre de 1881, revalidant els càrrecs dos cops durant el període, a les eleccions de 1875 i 1880. El 1880 va ser elegit senador per Barcelona a les Corts de 1881-1884, i va esdenir senador vitalici a partir de març de 1887, cosa que va significar un salt qualitatiu en la seva carrera política. Com a senador les seves intervencions parlamentàries van ser escasses, i sempre per temes molt concrets; habitualment va desplaçar-se a Madrid per adreçar-se als senadors per defensar els seus interessos en projectes que l'afectaven directament, especialment en els valors ferroviaris, com la supressió del 10% de recàrrec addicional als bitllets de ferrocarril, o per votar en contra del tractat de comerç amb França.

### Obres benèfiques i culturals
Va fundar el Teatre Líric el 1881, a la zona de la cantonada del carrer de Mallorca amb el passeig de Gràcia, dintre del jardí dels Camps Elisis. També va ser president de la Casa de la Caritat.
Va ser un dels promotors de l'Exposició Universal de Barcelona de 1888. Arnús, que es trobava en un dels moments més àlgids de prestigi, va acollir a la Torre Arnús de Badalona a la reina regent Maria Cristina d'Àustria i al jove rei Alfons XIII, que van visitar Barcelona amb motiu de l'exposició. Un any abans, Arnús va redecorar tota la casa per rebre amb les millors gales a la família reial. Hom ha afirmat que la regent i el rei s'hi van hostatjar durant dos dies, però de fet, i d'acord amb la premsa del moment, no hi van pernoctar.

## Homenatges
En vida d'Arnús, la vila de Badalona el va nomenar fill adoptiu de la població el 1884 per les obres de filantropia que havia dut a terme a la localitat, i també la seva dona Balbina fou nomenada filla adoptiva el 1889. Després del nomenat com a fill adoptiu, el 26 d'octubre de 1887, aprofitant que era el dia de la seva onomàstica, el consistori aprovà el canvi de nom de l'antic carrer del Pilar pel d'Arnús, lloc on s'havia fundat l'asil de Sant Andreu, patrocinat pel banquer. Des del 5 de setembre de 1907, també té un carrer dedicat a Barcelona, al districte de les Corts.

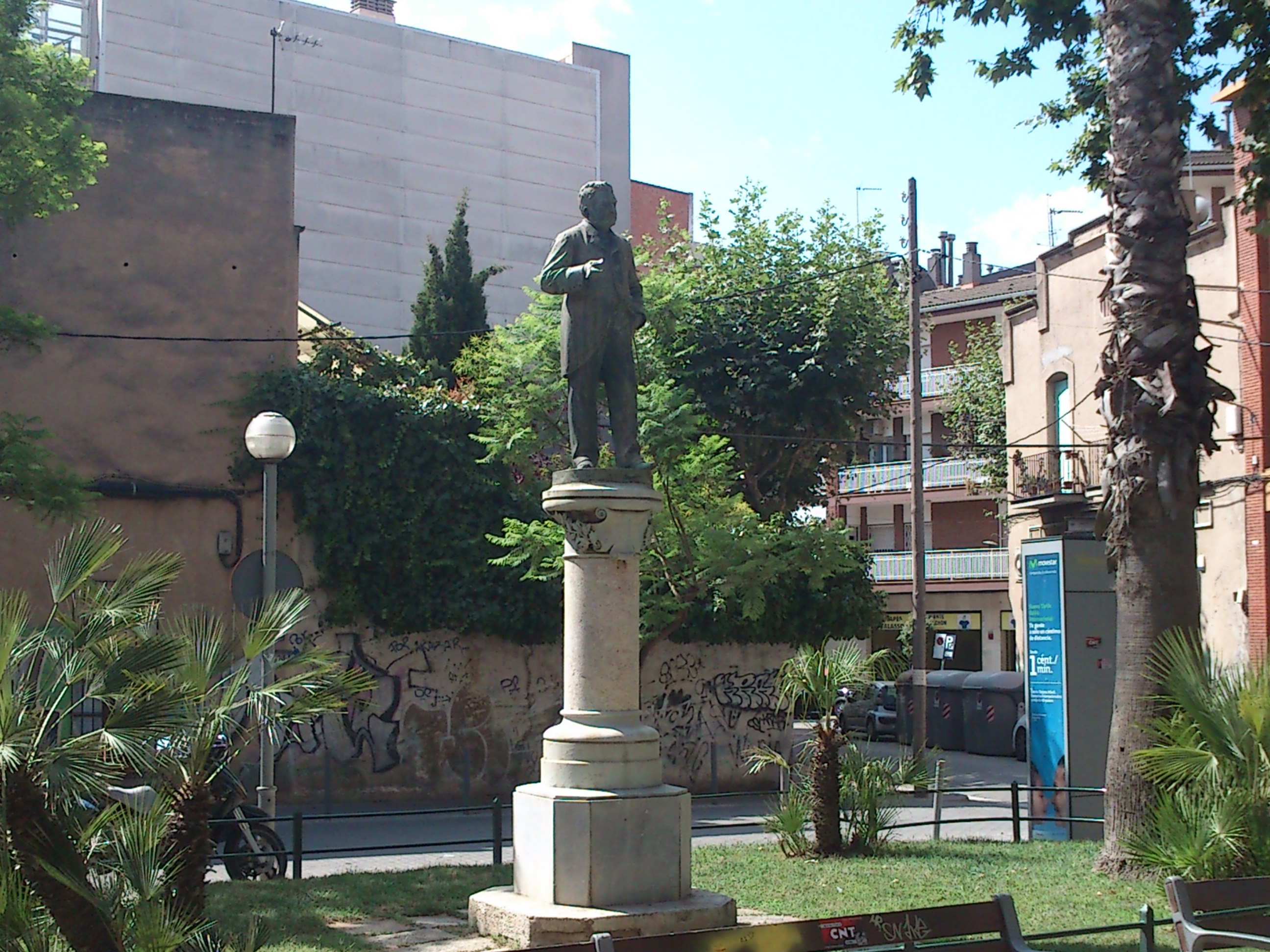
Monument a Evarist Arnús a la plaça Dr. Niubó, a Badalona.

Cinc anys després de la seva mort, l'Ajuntament de Badalona va erigir una estàtua en la seva memòria a la plaça de la Vila, al costat de la casa consistorial, obra de l'escultor Torquat Tasso i Nadal. El monument va ser inaugurat l'11 de maig de 1895, diada de Sant Anastasi, i es va convertir en un dels elements més característics de la plaça. Tanmateix, va ser desmuntat durant la Guerra Civil a causa de la construcció del refugi antiaeri. Acabada la guerra, el 1942 Gonçal Arnús i Pallós, net d'Evarist, va donar a la ciutat una escultura de bronze del seu avi, obra de Pere Carbonell, que havia estat originalment a la seu de la Banca Arnús. Col·locada inicialment a la plaça de la Vila, el 23 de maig de 1943, l'Ajuntament va decidir traslladar-la a la plaça del doctor Niubó, on està ubicada en l'actualitat. De l'antiga escultura se'n van trobar restes del pedestal el 2004, que havia estat trinxat per reomplir les parets d'unes cases del carrer de la Costa, al barri de Dalt de la Vila.
Es conserven altres obres dedicades a Arnús: al Parc de Ca l'Arnús de Badalona també s'hi conserva un bust, i a la Biblioteca Museu Víctor Balaguer, de Vilanova i la Geltrú, es conserva una retrat escultòric, obra de Venanci Vallmitjana.
Del 8 d'octubre al 29 d'octubre de 2020, amb motiu del 200è aniversari del seu naixement, el Museu de Badalona va dedicar-li una exposició i un seguit de conferències al voltant de la seva figura i la seva relació amb Badalona.